# Mega Man Battle & Chase
Mega Man Battle & Chase (в Японии известна как Rockman Battle & Chase, яп. ロックマン バトル&チェイス) — гоночная игра, выпущенная в 1997 году на PlayStation. В 2006 году была перевыпущена в составе Mega Man X Collection. Отличительной особенностью игры является фокус на боевой системе, а также механика, позволяющая после гонок отнимать у противников компоненты автомобилей и использовать их для модификации собственного болида. Игра получила смешанные отзывы критиков; большинство рецензентов посчитали, что игра не выдерживает сравнения с Mario Kart.

## Игровой процесс
Mega Man: Battle & Chase — трёхмерная гоночная игра, в которой игроки соревнуются друг с другом или против компьютерного ИИ в серии состязаний. В игре три режима: однопользовательские «режим гран-при» (англ. Grand Prix Mode) и «режим испытания на время» (англ. Time Trial Mode), а также многопользовательский «режим противостояния» (англ. Versus Mode). Режим гран-при состоит из восьми гонок, а режим испытания на время — из двенадцати. В качестве игровых персонажей представлены различные персонажи серии Mega Man, как герои (Mega Man, Roll, Protoman), так и антагонисты (Shadow Man, Gutsman, Iceman, Napalm Man, Spring Man, Quick Man, Bass). У каждого персонажа есть уникальное оружие, которое он может использовать в гонках.
Все трассы в игре наполнены различными препятствиями, от дорожных конусов до бродящих Метов из вселенной Mega Man; игроки, однако, должны не объезжать препятствия, а сбивать их. Уничтожив десять препятствий с помощью оружия, игрок получит предмет с особым эффектом — например, щит или деактиватор оружия оппонента. После победы в гонке в режиме гран-при игрок может взять один из компонентов у владельца трассы (двигатель, крыло, шины или кузов) и использовать его для кастомизации своего гоночного болида. Это изменит как его характеристики, так и внешний вид.

## Разработка
По словам Кэйдзи Инафунэ, продюсера серии, разработчики хотели «привнести аспект „победи врагов и возьми их имущество“, уникальный для серии Mega Man, в гоночную игру». За дизайн персонажей и промо-материалов отвечали Синсукэ Комаки и Хидэки Исикава. В версиях игры, выпущенных за пределами Японии, концепт-арт персонажа Guts Man был изменён, поскольку в оригинальном изображении он показывал оскорбительный жест. Музыку к игре написал Оно Ёсинори, а вокальные партии исполнили Ёсино Аоки и Рёдзи Ямамото. Аоки исполнила тему Roll, «Kaze yo Tsutaete», которая была использована при рекламе игры по японскому телевидению; это был один из первых совместных с Capcom проектов Аоки. 21 июня 1997 года компания Victor Entertainment выпустила диск с саундтреком игры в Японии.
Mega Man: Battle & Chase была выпущена в Японии 20 марта 1997 года. Компания Capcom планировала выпустить игру в Северной Америке в течение апреля и запустила масштабную рекламную кампанию, однако Sony Computer Entertainment не дала добро на выпуск игры: издатель посчитал, что на американском рынке уже было представлено достаточно гоночных игр с гостевыми персонажами. В апреле 1998 года компания Infogrames выпустила англоязычную версию игры в Европе. В 2006 году Mega Man Battle & Chase вместе с первыми шестью номерными играми серии Mega Man X была включена в сборник Mega Man X Collection, который вышел в североамериканском регионе на PlayStation 2 и GameCube.

## Критика
| Иноязычные издания | Иноязычные издания |
| Издание            | Оценка             |
| ------------------ | ------------------ |
| Famitsu            | 26/40              |
| GameSpot           | 7,3/10             |
| Man!ac             | 65/100             |
| Super GamePower    | 4/5.               |

Mega Man: Battle & Chase получила смешанные отзывы критиков. Большинство рецензентов сравнивали геймплей с серией Mario Kart, выпущенной Nintendo. Джефф Герстманн в рецензии для GameSpot выразил восхищение японской версией игры, отметив хорошую графику и интересный звуковой дизайн, заключив: «это одна из самых крутых когда-либо выпущенных игр серии Mega Man и точка». Оливер Эрл из Maniac положительно оценил игру, отметив, что хотя на низких уровнях сложности играть может быть скучно, поскольку игра рассчитывалась на детскую аудиторию, со временем игровой процесс становится всё более и более интересным. Он также обратил внимание на графические артефакты, возникающие на крутых поворотах, в частности, на зависание моделей.
Фил Теобальд из GameSpy, обозревая Mega Man X Collection, счёл графику Mega Man Battle & Chase устаревшей, однако отметил, что в игру по-прежнему весело играть, а благодаря возможности заимствовать компоненты у оппонентов она хорошо вписывается во франшизу Mega Man. Джереми Данэм в рецензии для IGN написал: «меня сильно удивило, насколько интересной оказалась эта маленькая гоночная игра. И хотя она не чета Crash Team Racing или легендарной серии Mario Kart, в ней было приятно сменить темп и познакомиться с крутыми трассами». В ретроспективном обзоре на серию Mega Man Джереми Пэрриш из 1UP.com назвал Mega Man Battle & Chase «бесхитростной гоночной игрой, в которой самое интересное — это тот факт, что это первый по-настоящему бесстыжий клон Mario Kart, и что он почти добрался до американского рынка. Хотя он не заслуживает отдельной покупки, в нём можно отвлечься на несколько минут при прохождении Mega Man X Collection на PS2».